# Zástřizly
Zástřizly település Csehországban, Kroměříži járásban. Zástřizly Chvalnov-Lísky, Staré Hutě, Střílky és Stupava településekkel határos. Lakosainak száma 146 fő (2024. január 1.).

## Népesség
A település lakosságának változását az alábbi diagram mutatja:
| Lakosok száma | 339  | 316  | 305  | 238  | 174  | 139  | 144  | 141  | 137  | 146  |
|               | 1869 | 1900 | 1921 | 1961 | 1980 | 2011 | 2016 | 2019 | 2021 | 2024 |